# سیارک ۲۴۰۵۹
سیارک ۲۴۰۵۹ (به انگلیسی: 24059 Halverson، نامگذاری:1999TE94) بیست و چهار هزار و پنجاه و نهمین سیارک کشف شده‌است که در ۲ اکتبر ۱۹۹۹ کشف شد.
قدر مطلق سیارک برابر ۱۲.۳ است.